# رومن وگا
رومن وگا (انگلیسی: Román Vega؛ زادهٔ ۱ ژانویهٔ ۲۰۰۴) بازیکن فوتبال اهل آرژانتین است که در حال حاضر برای زنیت سن پترزبورگ بازی می‌کند.
از باشگاه‌هایی که در آن بازی کرده است می‌توان به آرژانتینوس جونیورز و بارسلونا اتلتیک اشاره کرد.

## دوران باشگاهی
وگا دوران حرفه‌ای خود را در آرژاننتینوس جونیورز در سطح اول فوتبال آرژانتین آغاز کرد. در سال ۲۰۲۲، او به‌صورت قرضی به بارسلونا آتلتيک در دسته سوم فوتبال اسپانیا پیوست.